# Muzej ninskih starina
Muzej ninskih starina arheološki je muzej u sastavu Arheološkog muzeja Zadar.

## Povijest muzeja
Prvi postav uredio je i složio don Luka Jelić u crkvi Sv. Križa 1910. godine po nazivom Starinska zbirka. U njoj su se nalazili pretežno ulomci iz srednjovjekovnog razdoblja, dijelovi namještaja iz ninskih crkvi te brojni nadgrobni spomenici iz rimskog razdoblja. Godine 1960. zbirka obogaćena novom građom preselila se u današnje prostorije na trgu Kraljevac. Zbirka je još jednom obnovljena i dopunjena 1970. godine. Današnji postav zbirke je definiran 1998. godine kada su odgrađeni novi paviljoni tako da se sada muzej sastoji od šest prostorija u kojima je kronološki izložena građa iz povijesti Nina i okolice.

## Građa
Postav muzeja je izložen u šest prostorija tako da je u svakoj prostoriji postav iz određenog vremenskog razdoblja.
Prapovijest:
Razni ulomci kamenog oružja, oruđa, predmeti iz svakodnevne uporabe, prilozi iz grobova...
Rimsko razdoblje od kraja 1. st. pr. Kr. do 4. st:
Predmeti iz svakodnevne uporabe, keramika, staklo, nakit, ulomci nađeni na forumu, kamene i keramičke urne, kopija kipa božice plodnosti Anzotike s kipom Prijapa, rekonstrukcija grobova...
Ranokršćansko razdoblje od 4. st do 7. st:
Ulomci iz crkvi, srebrni i zlatni nakit, rekonstrukcija grobova, predmeti iz svakodnevne uporabe...
Rani srednji vijek od 7. st do 11. st:
Izlošci s lokaliteta Materiza, Sv. Križ i Ždrijac...
Podmorska arheologija:
Rekonstrukcija dva starohrvatska broda Condura croatica pronađena u Ninu i Serilia liburnica liburnski brod pronađen u luci stare Aenone (Nina) na području gdje je danas smješteno Turističko naselje Zaton.
Rani srednji vijek s temom crkveno graditeljstvo:
Mnogobrojni ulomci iz crkvi na području Nina.

## Vanjske poveznice
- http://amzd.hr/beta/odjeli/muzej-ninskih-starina/  Arhivirana inačica izvorne stranice od 18. rujna 2012. (Wayback Machine)